# ستيفن تشو
ستيفن تشو (بالإنجليزية:Steven Chu بالصينية: 朱棣文؛ بينيين: زهو ديوين،  ولد في 28 فبراير 1948)  هو فيزيائي أمريكي. عرف بأبحاثه في مختبرات بل وجامعة ستانفورد فيما يتعلق بالتبريد ومحاصرة الذرات بضوء الليزر، وحصل على جائزة نوبل في الفيزياء في عام 1997 مع زملائه العلماء كلود كوهين تانوجي وويليام فيليبس.
شغل تشو منصب وزير الطاقة الثاني عشر للولايات المتحدة من 2009 إلى 2013. وكان تشو في زمن تعيينه أستاذا للفيزياء وعلم الأحياء الجزيئي والخلوي في جامعة كاليفورنيا في بيركلي، ومدير مختبر لورنس بيركلي الوطني، حيث اهتم بحثه أساسا بدراسة النظم البيولوجية على مستوى الجزيء الواحد. استقال تشو من منصب وزير الطاقة في 22 أبريل 2013. عاد إلى ستانفورد كأستاذ فيزياء وأستاذ الفيزيولوجيا الجزيئية والخلوية.

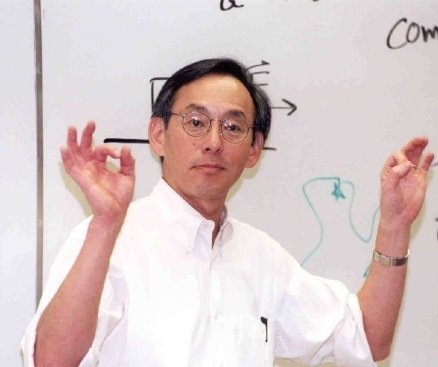
ستيفن تشو محاضرة

تشو هو مدافع شديد حول إجراء المزيد من البحوث حول الطاقة المتجددة والطاقة النووية، بحجة أن التحول بعيدا عن الوقود الأحفوري ضروري لمكافحة تغير المناخ. وقد تصور فكرة «اقتصاد الجلوكوز» العالمي، وهو شكل من أشكال الاقتصاد منخفض الكربون، حيث يتم شحن الجلوكوز من النباتات الاستوائية مثل عملية شحن النفط اليوم.

## روابط خارجية
- ستيفن تشو على موقع IMDb (الإنجليزية)
- ستيفن تشو على موقع الموسوعة البريطانية (الإنجليزية)
- ستيفن تشو على موقع مونزينجر (الألمانية)
- ستيفن تشو على موقع إن إن دي بي (الإنجليزية)